# Pepi Merisio
Giuseppe Merisio dit Pepi Merisio, (Caravaggio (Italie), 10 août 1931 - Bergame, 3 février 2021), est un photographe photojournaliste italien.